# 3716-os busz
A 3716-os jelzésű autóbuszvonal Miskolc, Szikszó és Baktakék között húzódó regionális vonal, amelyet a Volánbusz Zrt. üzemeltet.

## Útvonala
A miskolci autóbusz-állomásról indul. A 3-as főúton indul el Szikszó irányába a Zsolcai kapun keresztül. A Gömöri felüljárón, a miskolci Volán- és MVK-telep szomszédságában közlekedik, eközben a Sajó folyót keresztezi, illetve több bevásárlóközpont mellett vezet útja. Az M30-as autópálya alatt átmegy, majd elhagyja a megyeszékhelyet.
Északkeleti irányban elhalad a felsőzsolcai ipari park közelében, illetve hosszú egyenesen át ér első településére, Szikszóra. A Hell üzemei mentén a városi gimnáziumnál a központba hajt, a legnagyobb forgalmat lebonyolító Táncsics utcai megállóban ágazik el a szikszói kórház felé, mint ahogy a 3710-es buszok Szikszóig közlekedő járatai. Tovább a főúton Encs felé a szomszédos község Aszaló. A települést a főút keresztezi, azonban az áthaladó járatok nagyobbik része nem fedi le a keleti részében élőket, az állomáson túl lakókat, némely buszok kitérést tesznek ide is. Nemsokkal később a halmaji csomópontban elhagyja a főutat a Cserehát felé, előtte néhány indítás a falu vasútállomásán általában vonathoz csatlakozik (a menetrendben ez nincs megjelenítve). A Vasonca-patak folyásának mentén Kázsmárkot vágja félbe, utána Léh településen szolgálja ki az ott élőket. A vele összenőtt község Borsod-Abaúj-Zemplén megye leghosszabb nevű községe, Rásonysápberencs. Változatlanul a 2624-es mellékúton az egykori Abaúj vármegye területén kettő törpefalun, Deteken és Bereten siklik át. 

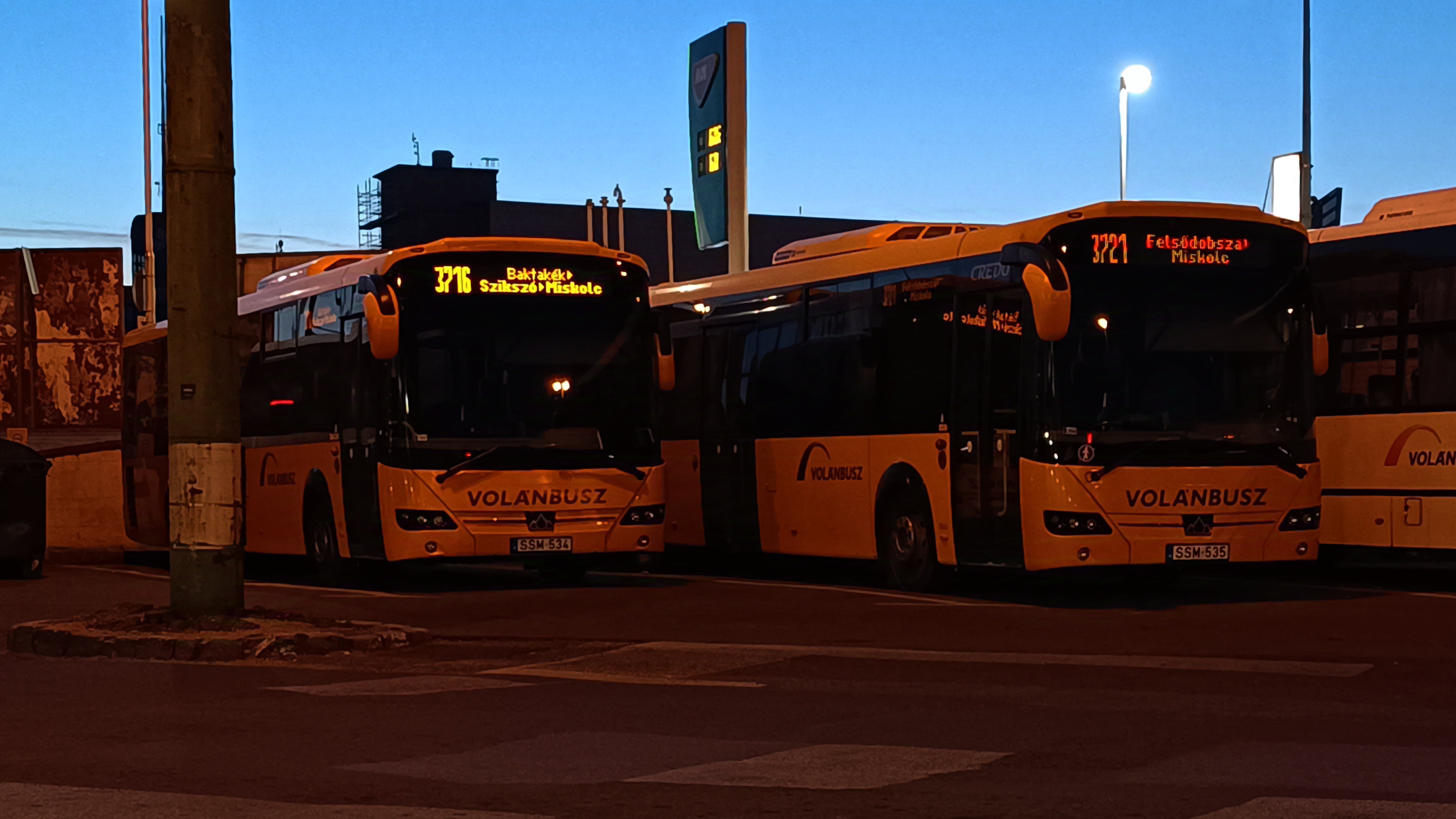
Együttállás a felsődobszai törzsjárművel

A megyeszékhelytől 40 kilométerrel északkeletre, a Cserehát keleti csücskében érkezik Baktakékre. A település több irányból is megközelíthető, Abaújlak, Alsógagy, Fancsal és jelenesetben Beret felől. Végállomása az északi, Alsógagy felé eső részében található buszfordulója. 

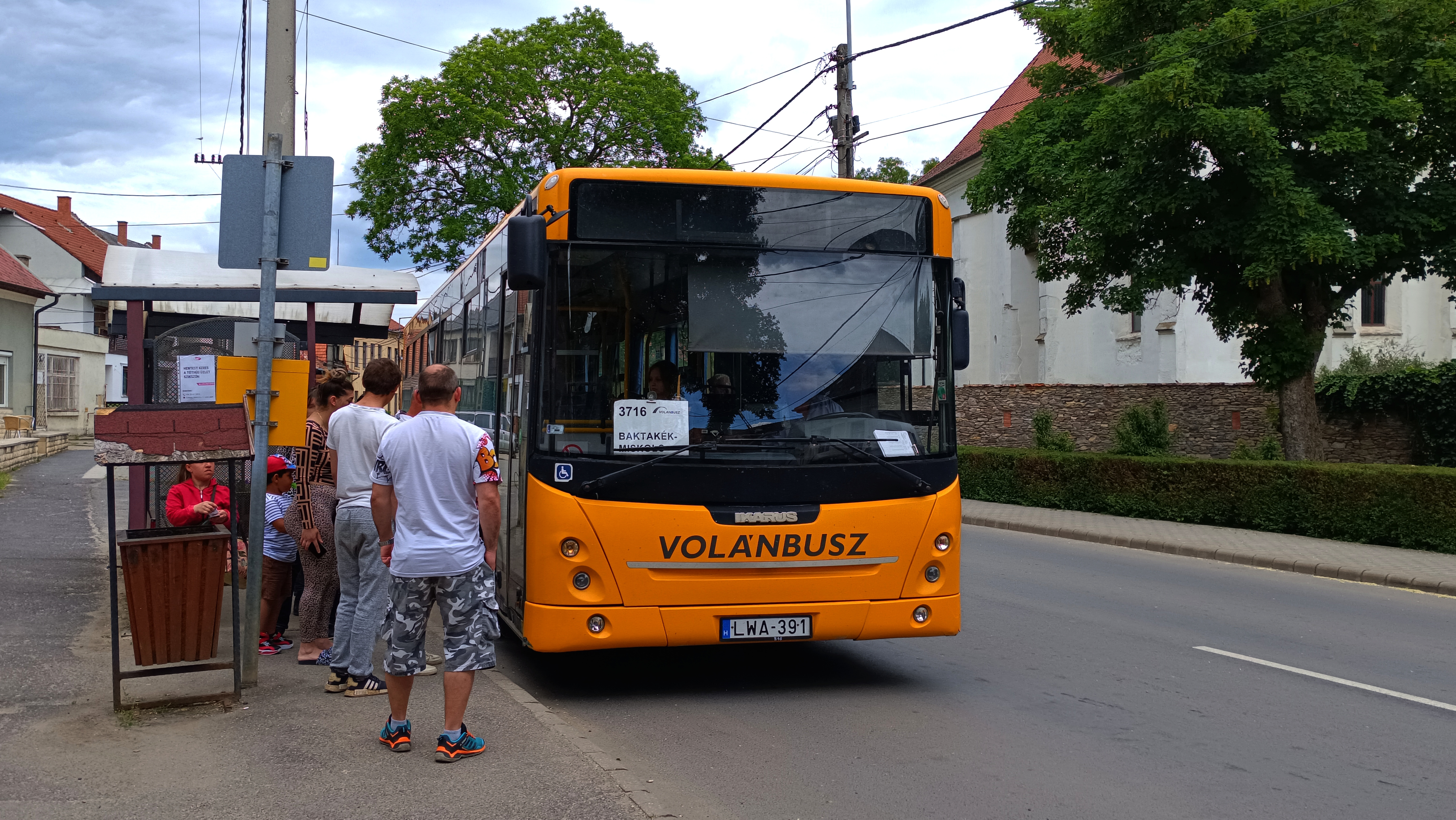
Olykor ARC is megmutatkozik a vonalon. Az alábbi képen a szikszói legforgalmasabb megállóban áll

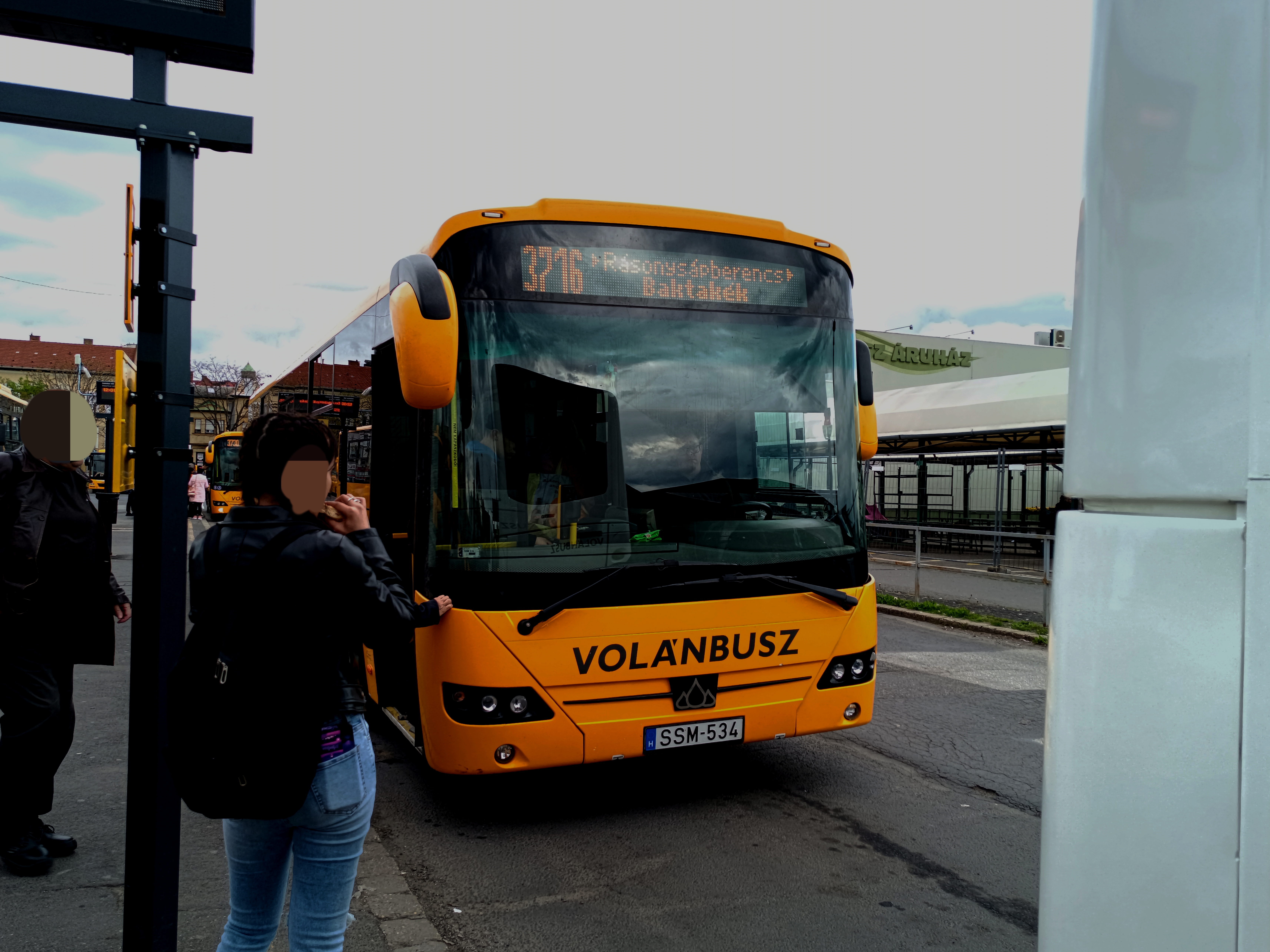
Járat indul a Cserehátba, pontban délben

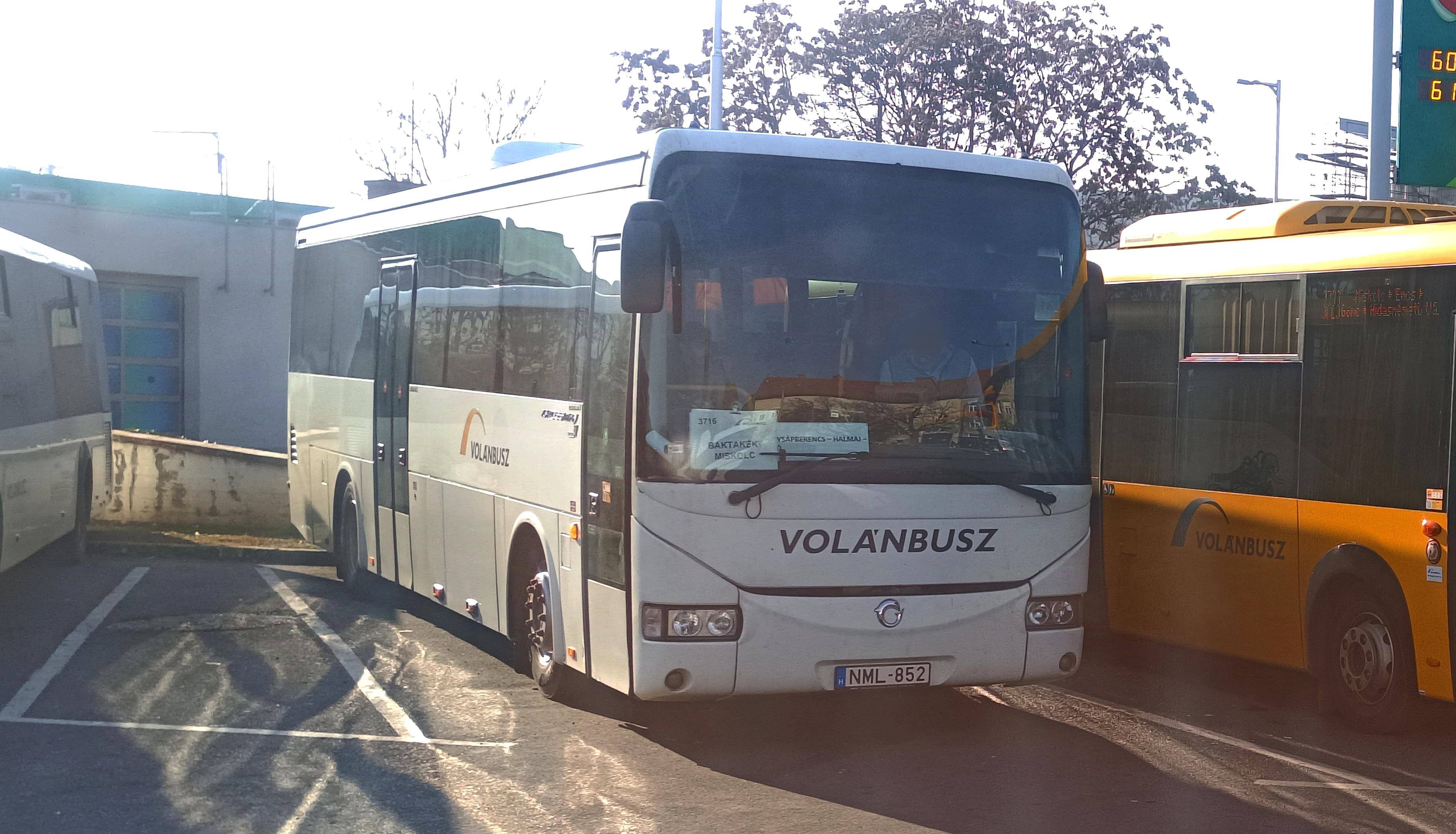
Egy időben Irisbus pótolta az egyik járművet

## Közlekedése
Indítás minden nap történik, legnagyobb gyakorisággal tanítási napokon. A régió és Miskolc között főként ez a vonal ad kapcsolatot, azonban többek között elérhető a 3719-es és 3722-es buszokkal is. Összeköttetésben áll a környező kisfalvakkal is (3811, 3812, 3815, 3830). 

### Törzsjárművei
- az SSM-534 rendszámú Credo Econell 12 autóbusz.

| Viszonylat                                | Indításszám     | Közlekedési rend          |
| ----------------------------------------- | --------------- | ------------------------- |
| Miskolc, aut. áll. – Baktakék, aut. ford. | 9 oda, 8 vissza | tanítási napokon          |
| Miskolc, aut. áll. – Baktakék, aut. ford. | 7 oda, 8 vissza | tanszünetben munkanapokon |
| Miskolc, aut. áll. – Baktakék, aut. ford. | 8 pár           | szabadnapokon             |
| Miskolc, aut. áll. – Baktakék, aut. ford. | 6 pár           | munkaszüneti napokon      |

## Megállóhelyei
| 0 | Miskolc, autóbusz-állomás végállomás  | 0.0 km  | 1, 1G, 3, 3A, 4, 7, 11, 12G, 20, 20A, 24, 28, 32, 34G, 35, 43, 44, 45, 101B, 900, 914, 935 1050, 1053, 1369, 1370, 1372, 1373, 1374, 1375, 1376, 1377, 1380, 1381, 1383, 1384, 1410, 1411 3700, 3701, 3702, 3703, 3704, 3705, 3706, 3707, 3708, 3709, 3710, 3711, 3712, 3714, 3715, 3717, 3718, 3719, 3720, 3721, 3722, 3723, 3724, 3726, 3727, 3728, 3729, 3730, 3731, 3733, 3734, 3735, 3736, 3737, 3738, 3739, 3740, 3741, 3742, 3743, 3744, 3745, 3746, 3747, 3748, 3749, 3750, 3751, 3752, 3753, 3754, 3755, 3757, 3760, 3761, 3764, 3765, 3766, 3767, 3770, 3772, 3773, 3774, 3775, 3776, 3777, 4019 |
| 1 | Miskolc, Baross Gábor utca            | 1.5 km  | 7, 8 3706, 3710, 3712, 3715, 3717, 3718, 3719, 3720, 3721, 3722, 3723, 3724, 3726, 3727, 3728, 3729, 3730, 3731, 3733, 3734, 3735, 3736, 3737 |
| 2 | Miskolc, Szondi György utca           | 2.0 km  | 1, 1G, 3A, 7, 8, 12G, 14G, 20, 21, 21G, 30, 31, 32, 34G, 35, 35G, 101B, 900, 901, 935, Auchan 1 3706, 3710, 3712, 3715, 3717, 3718, 3719, 3720, 3721, 3722, 3723, 3724, 3726, 3727, 3728, 3729, 3730, 3731, 3733, 3734, 3735, 3736, 3737 |
| 3 | Miskolc, Fonoda utca                  | 2.3 km  | 7 3706, 3710, 3712, 3715, 3717, 3718, 3719, 3720, 3721, 3722, 3723, 3724, 3726, 3727, 3728, 3729, 3730, 3731, 3733, 3734, 3735, 3736, 3737 |
| 4 | Miskolc, Metro áruház                 | 3.3 km  | 7 3706, 3710, 3712, 3715, 3717, 3718, 3719, 3720, 3721, 3722, 3723, 3724, 3726, 3727, 3728, 3729, 3730, 3731, 3733, 3734, 3735, 3736, 3737 |
| 5 | Miskolc, Auchan áruház                | 3.8 km  | 7, Auchan 1 3706, 3710, 3712, 3715, 3717, 3718, 3719, 3720, 3721, 3722, 3723, 3724, 3726, 3727, 3728, 3729, 3730, 3731, 3733, 3734, 3735, 3736, 3737 |
| 6 | Felsőzsolca, ipari park bejárati út   | 7.5 km  | 3710, 3712, 3715, 3717, 3718, 3719, 3720, 3721, 3722, 3723, 3728 |
| 7 | 3-as számú út, 186-os kilométer       | 8.2 km  | 3710, 3712, 3715, 3717, 3718, 3719, 3720, 3721, 3722, 3723, 3728 |
| 8 | Szikszó, Turul                        | 11.2 km | 3710, 3712, 3715, 3717, 3718, 3719, 3720, 3721, 3722, 3723, 3728 |
| 9 | Ongaújfalui elágazás                  | 12.9 km | 3710, 3712, 3715, 3717, 3718, 3719, 3720, 3721, 3722, 3723, 3728 |
| 10 | Szikszó, Hell Energy Kft.             | 14.1 km | 3710, 3712, 3715, 3717, 3718, 3719, 3720, 3721, 3722, 3723, 3728 |
| 11 | Szikszó, Miskolci utca 83.            | 15.5 km | 3710, 3712, 3715, 3717, 3718, 3719, 3720, 3721, 3722, 3723, 3728 |
| 12 | Szikszó, gimnázium                    | 16.2 km | 3710, 3712, 3715, 3717, 3718, 3719, 3720, 3721, 3722, 3723, 3728 |
| 13 | Szikszó, Rákóczi út Penny             | 16.9 km | 3710, 3712, 3715, 3717, 3718, 3719, 3720, 3721, 3722, 3723, 3728 |
| 14 | Szikszó, Táncsics utca                | 17.2 km | 3710, 3712, 3713, 3715, 3717, 3718, 3719, 3720, 3721, 3722, 3723, 3728 |
| 15 | Szikszó, kórház                       | 18.5 km | 3710, 3715, 3719, 3720, 3721, 3722, 3723, 3728 |
| 16 | Aszaló, bejárati út                   | 21.0 km | 3715, 3719, 3720, 3721, 3722, 3723, 3728 |
| Tanítási napokon 4; tanszünetben munkanapokon 6; szabadnapokon 5; munkaszüneti napokon 7 alkalommal érintett. |                                       |         | |
| ∫ | Aszaló, Kossuth utca                  | ∫       | 3715, 3719, 3720, 3721, 3722 személyvonat – Aszaló [90.] |
| ∫ | Aszaló, községháza                    | ∫       | 3715, 3719, 3720, 3721, 3722 |
| ∫ | Aszaló, Kossuth utca                  | ∫       | 3715, 3719, 3720, 3721, 3722 személyvonat – Aszaló [90.] |
| 16 | Aszaló, bejárati út                   | 21.0 km | 3715, 3719, 3720, 3721, 3722, 3723, 3728 |
| 17 | Halmaji elágazás                      | 24.8 km | 3719, 3720, 3721, 3722, 3723, 3728, 3829, 3830 |
| Tanítási napokon 5; tanszünetben munkanapokon 4; szabadnapokon 4; munkaszüneti napokon 3 alkalommal érintett. |                                       |         | |
| ∫ | Halmaj vasútállomás                   | ∫       | 3719, 3720, 3721, 3722, 3723, 3728, 3829, 3830 IC, személyvonat – Halmaj [90.] |
| 17 | Halmaji elágazás                      | 24.8 km | 3719, 3720, 3721, 3722, 3723, 3728, 3829, 3830 |
| 18 | Kázsmárk, tanya                       | 25.8 km | 3719, 3722, 3830 |
| 19 | Kázsmárk, Fő utca 45.                 | 27.0 km | 3719, 3722, 3830 |
| 20 | Kázsmárk, óvoda                       | 27.8 km | 3719, 3722, 3830 |
| 21 | Léh, autóbusz-váróterem               | 29.3 km | 3719, 3722, 3830 |
| 22 | Léh, Rákóczi utca 24.                 | 30.1 km | 3719, 3722, 3830 |
| 23 | Rásonysápberencs, Rákóczi utca        | 30.9 km | 3719, 3722, 3830 |
| 24 | Rásonysápberencs, autóbusz-váróterem  | 32.0 km | 3719, 3722, 3830 |
| 25 | Detek, községháza                     | 35.1 km | 3719, 3722, 3830 |
| 26 | Beret, községháza                     | 36.6 km | 3719, 3722, 3830 |
| 27 | Beret, Rákóczi utca 10.               | 37.3 km | 3719, 3722, 3830 |
| 28 | Baktakék, iskola                      | 38.2 km | 3719, 3722, 3830 |
| 29 | Baktakék, fancsali elágazás           | 38.6 km | 3719, 3722, 3811, 3812, 3815, 3830 |
| 30 | Baktakék, községháza                  | 39.0 km | 3719, 3722, 3811, 3812, 3815, 3830 |
| 31 | Baktakék, autóbusz-forduló végállomás | 39.9 km | 3719, 3722, 3811, 3815, 3830 |